# University of East Anglia

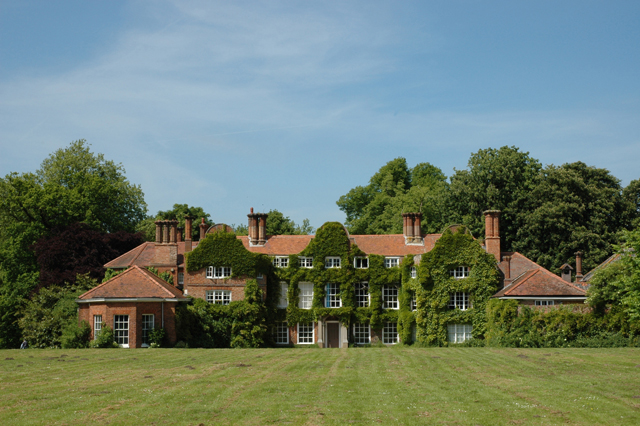
University of East Anglia

University of East Anglia (UEA) är ett statligt forskningsuniversitet i Norwich, England, Storbritannien. Det etablerades 1963, och är en av ursprungsmedlemmarna i 1994 års grupp av forskningsintensiva universitet i Storbritannien. Universitetet rankades på 20 plats i tidningen The Times guide till bra universitet år 2008, och fick en delad förstaplats för mest nöjda studenter bland allmänna universitet i 2006 års National Student Survey.

## Kända alumner
- Tupou VI
- David Almond
- Valerie Amos, Baroness Amos
- Tim Bowler
- Douglas Carswell
- Tracy Chevalier
- Tony Colman
- Mathias Cormann
- Jack Davenport
- Anne Enright
- Caroline Flint
- James Frain
- Sir Robert Fulton
- Helon Habila
- Dame Sarah Gilbert
- Sir Carlyle Glean
- Mohammed Hanif
- Charlie Higson
- Sir Michael Houghton
- Sir Kazuo Ishiguro
- Ousman Jammeh
- Donald Kaberuka
- Murat Karayalçın
- Tito Mboweni
- Ian McEwan
- Sir Paul Nurse
- Teima Onorio
- John Rhys-Davies
- Tatiana de Rosnay
- Simon Scarrow
- Rosalind Scott, Baroness Scott
- W.G. Sebald
- Össur Skarphéðinsson
- Matt Smith
- Thomas Galbraith, 2:e baron Strathclyde
- Rose Tremain
- Binyavanga Wainaina
- Matt Whyman

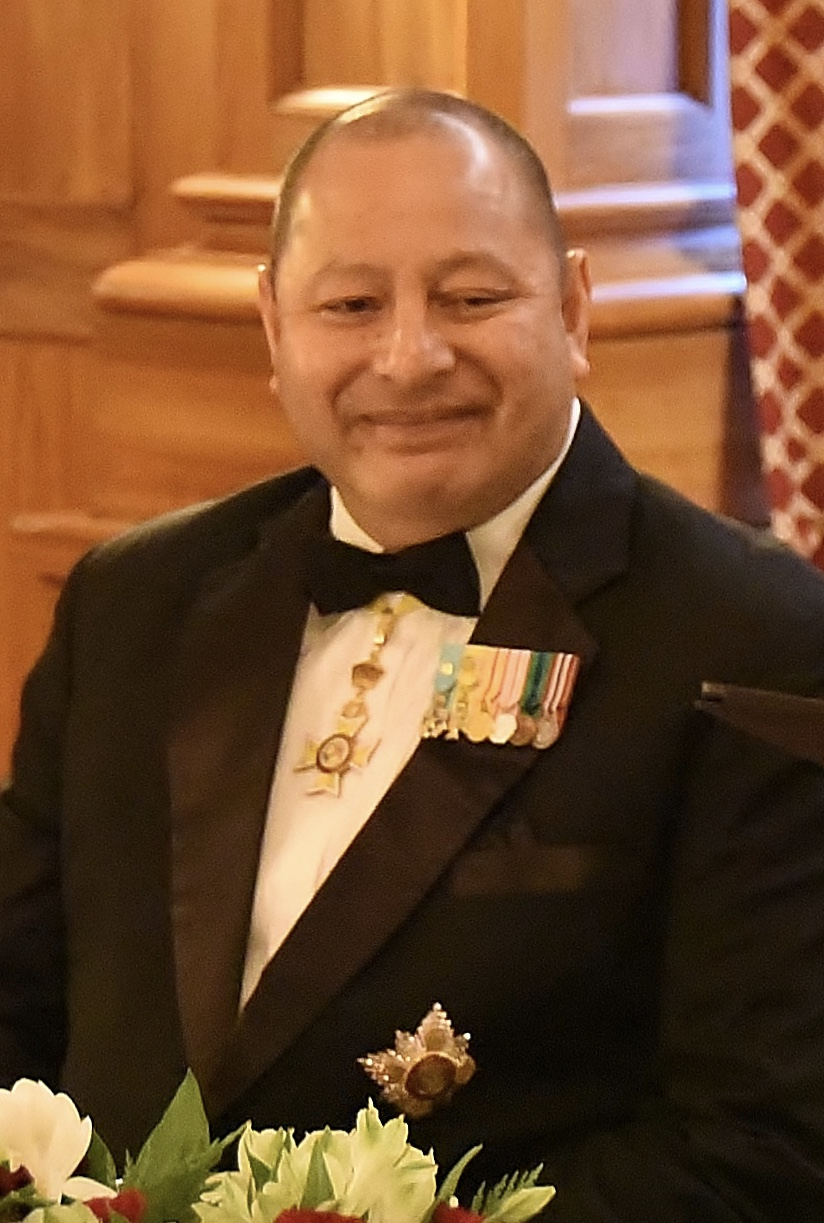
Tupou VI
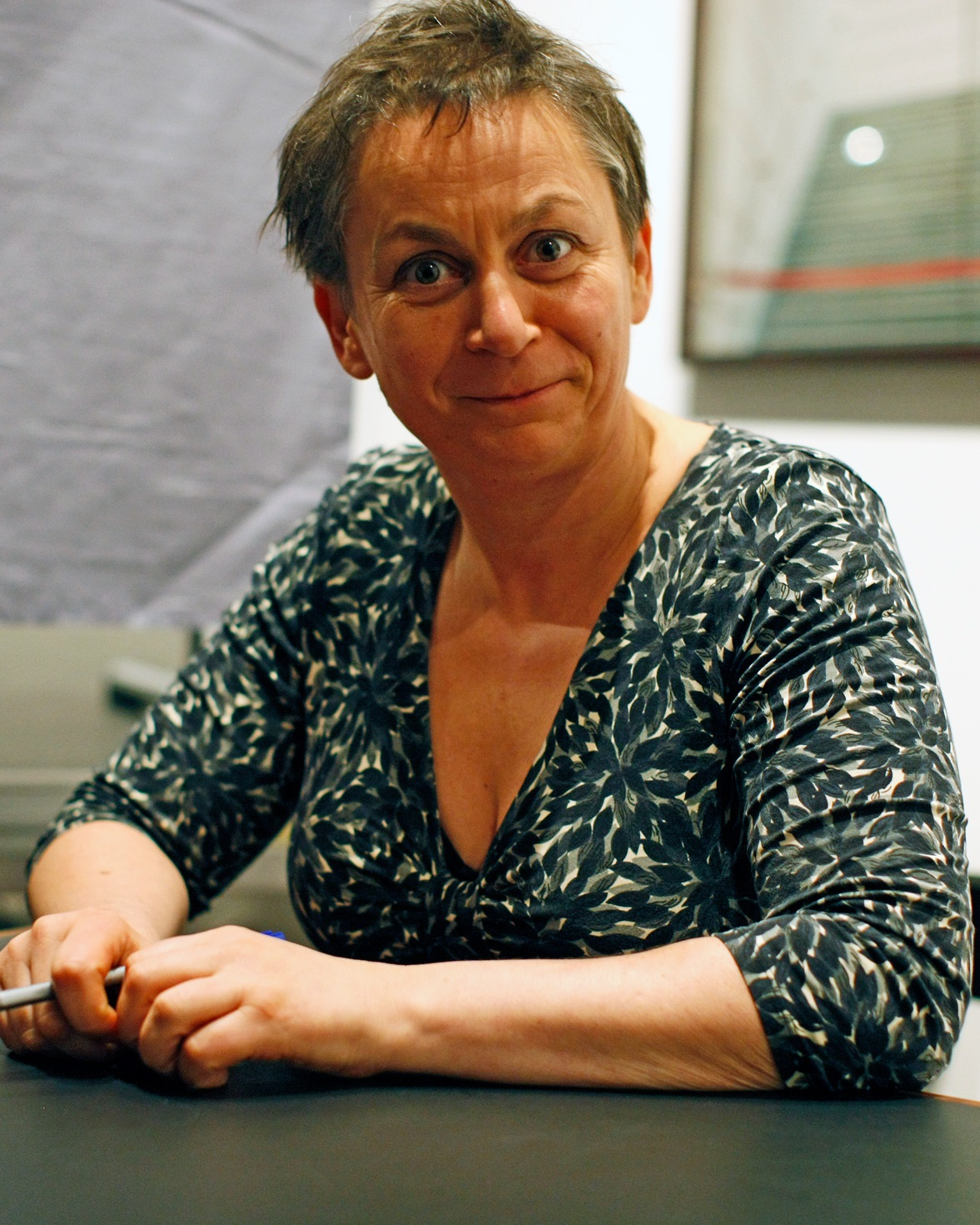
Anne Enright
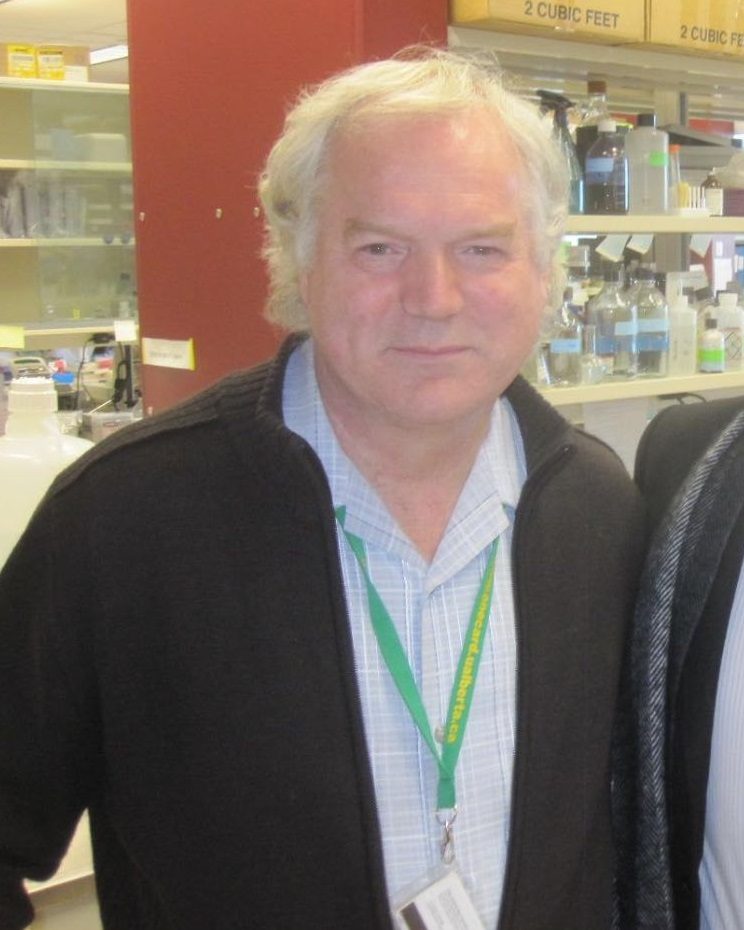
Sir Michael Houghton
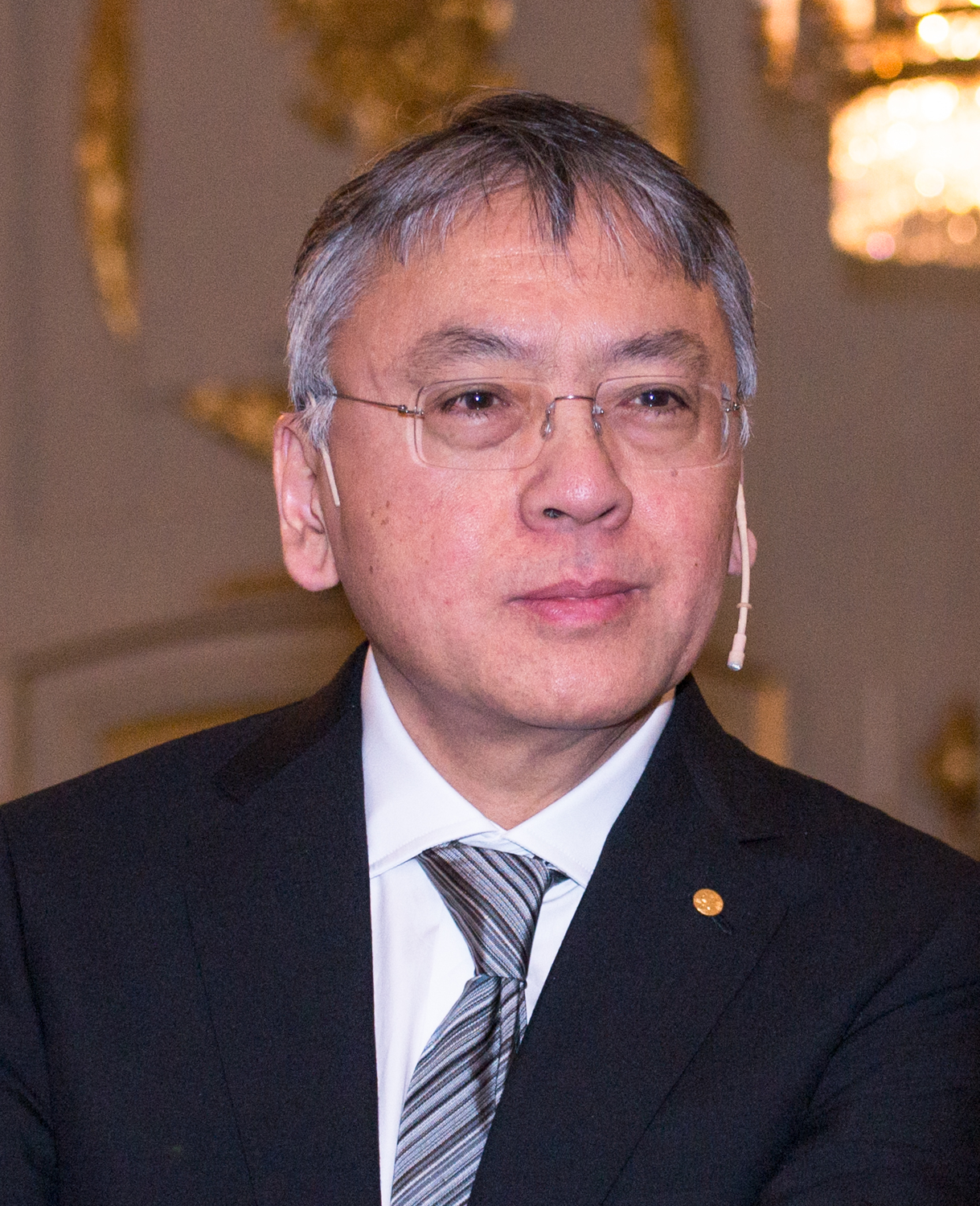
Sir Kazuo Ishiguro
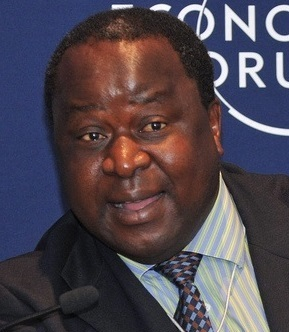
Tito Mboweni
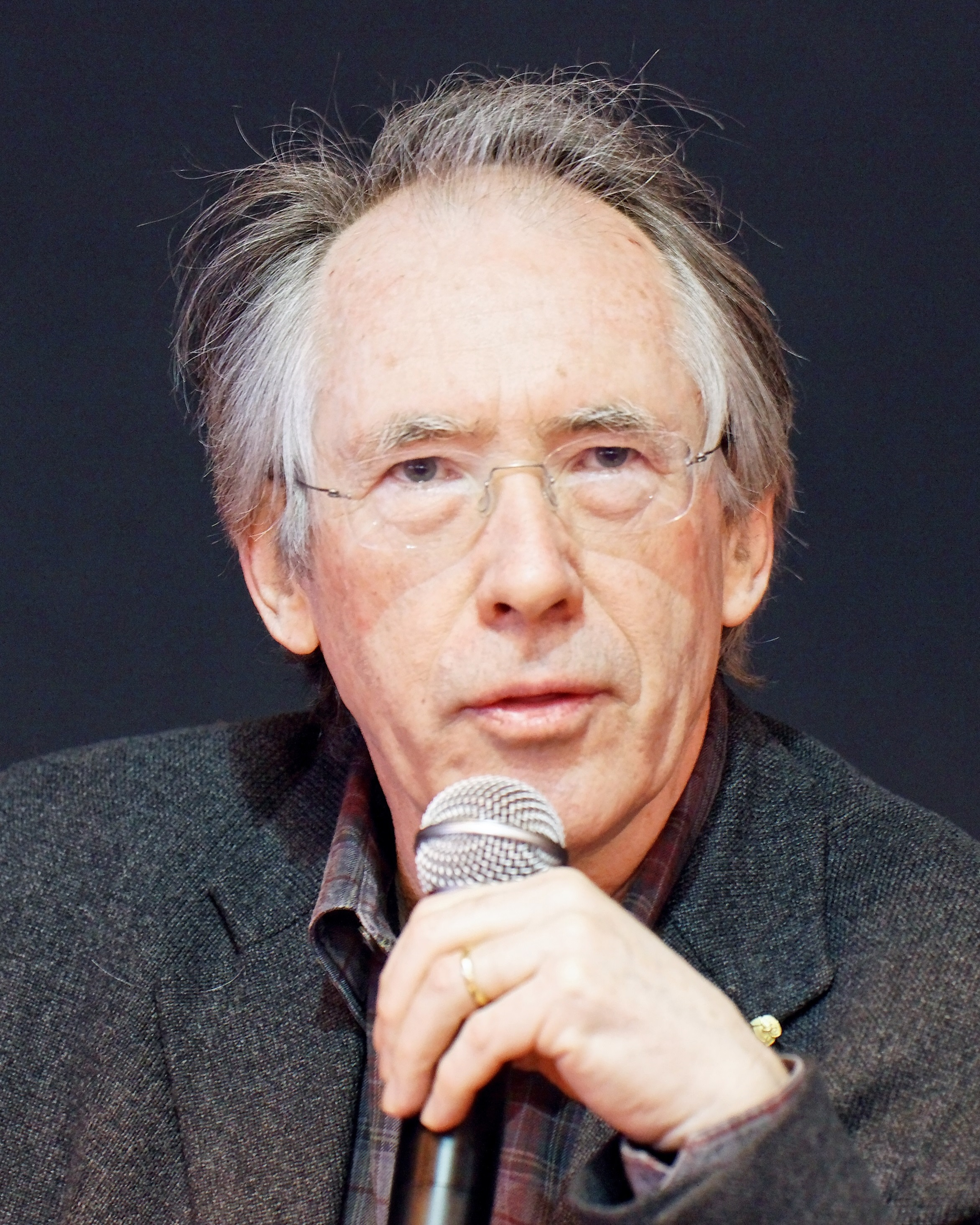
Ian McEwan
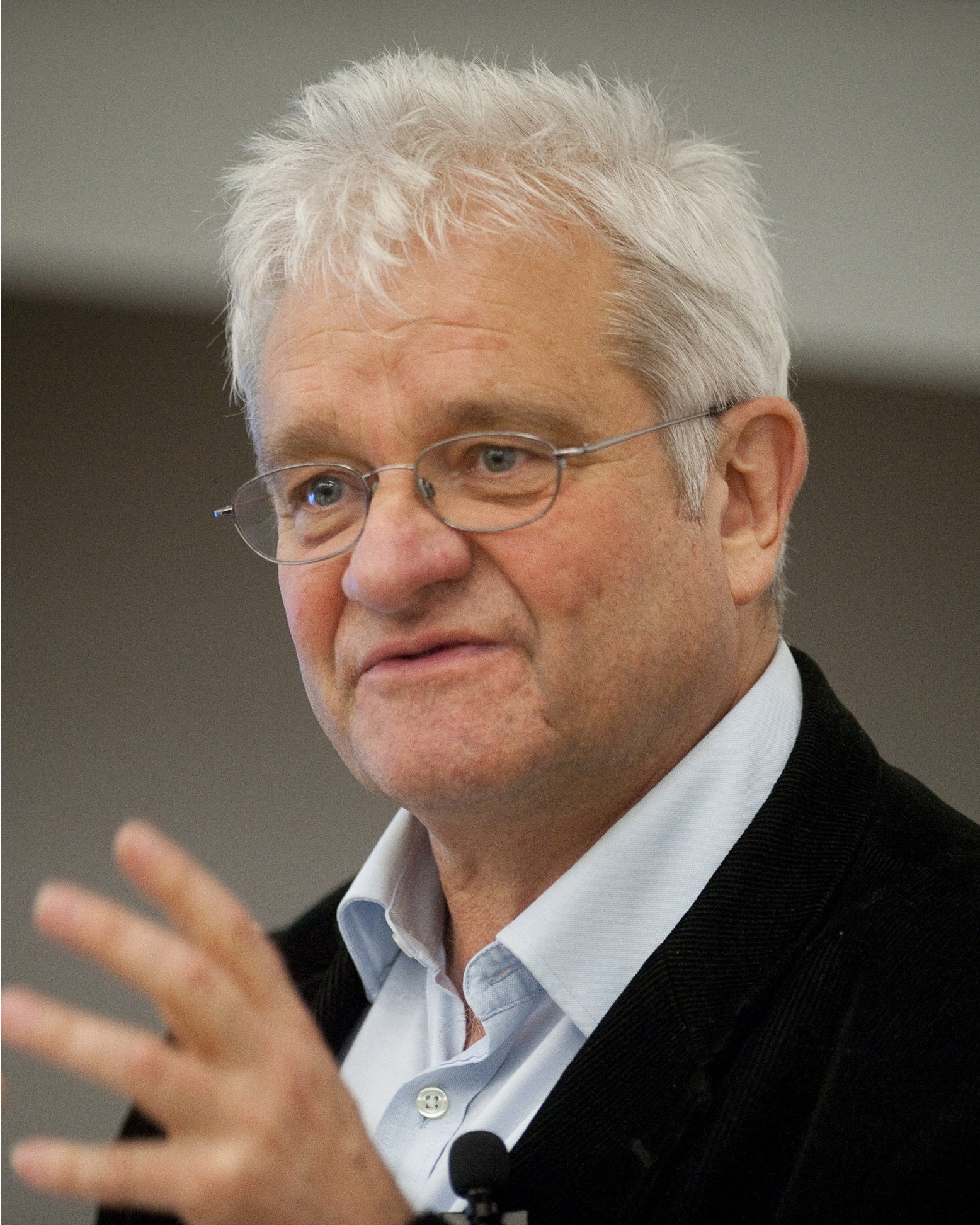
Sir Paul Nurse
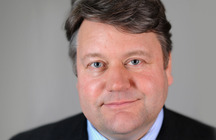
Thomas Galbraith, 2:e baron Strathclyde